# Espejo (kommun)
Espejo är en kommun i Spanien.   Den ligger i provinsen Province of Córdoba och regionen Andalusien, i den södra delen av landet, 300 km söder om huvudstaden Madrid. Antalet invånare är 3 563. Arean är 57 kvadratkilometer. Espejo gränsar till Córdoba, Castro del Río, Montilla och Montemayor. 
Terrängen i Espejo är huvudsakligen platt, men österut är den kuperad.